# Abarth
Abarth & C. S.p.A. este un producător italian de automobile de curse și șosea și o divizie de performanță fondată de italo-austriacul Carlo Abarth în 1949. Abarth & C. S.p.A. este deținută de Stellantis prin subsidiara sa italiană.

## Modele

### Anterioare
- Grande Punto (2007–2010)
- Punto Evo (2010–2015)
- 124 Spider (2015–2019)

### Actuale
- 500 (2008–prezent)
- 595/695 (2012–2023)[2]

### Viitoare
- 500e (din 2023)[3]
- Classiche 1000 SP (din 2023)[4]